# لوتشيانو خوسيه كابرال دوارتي
لوتشيانو خوسيه كابرال دوارتي (بالبرتغالية: Luciano José Cabral Duarte‏) هو كاهن كاثوليكي برازيلي، ولد في 21 يناير 1925 في أراكاجو في البرازيل، وتوفي بنفس المكان في 29 مايو 2018.